# Jacek Pielas
Jacek Pielas (ur. 1970 w Opocznie) – polski historyk, doktor habilitowany nauk humanistycznych.
W 1994 roku ukończył studia z zakresu historii w Wyższej Szkole Pedagogicznej w Kielcach. Jego praca magisterska stanowiła próbę monografii herbu Dębno. Rozprawę doktorską pt. Oleśniccy herbu Dębno w XVI-XVII wieku. Studium z dziejów zamożnej szlachty doby nowożytnej, której promotorem był Kazimierz Przyboś, obronił w 2002 roku na Wydziale Humanistycznym Akademii Świętokrzyskiej. Stopień naukowy doktora habilitowanego uzyskał w 2014 roku na Uniwersytecie Jana Kochanowskiego w oparciu o pracę Podziały majątkowe szlachty koronnej w XVII wieku. Od 1994 roku zatrudniony jest w Instytucie Historii kieleckiej uczelni. Specjalizuje się w historii nowożytnej Polski.

## Wybrane publikacje
Monografie:
- Oleśniccy herbu Dębno w XVI-XVII wieku. Studium z dziejów zamożnej szlachty doby nowożytnej, Kielce 2007
- Podziały majątkowe szlachty koronnej w XVII wieku, Kielce 2013

Opracowania:
- Cui contingit nasci, restat mori. Wybór testamentów staropolskich z województwa sandomierskiego, oprac. M. Lubczyński, J. Pielas i H. Suchojad, Warszawa 2005
- Rejestry pospolitego ruszenia szlachty sandomierskiej z XVII wieku, wstęp i oprac. J. Pielas, Kielce 2009
- Inwentarze dóbr ziemskich z XVII-XVIII wieku, cz. 1, wstęp i oprac. J. Pielas, Kielce 2013
- Akty podziałów dóbr ziemskich szlachty sandomierskiej z XVII wieku, wstęp i oprac. J. Pielas, Kielce 2014